# 铁路路服
铁路路服，是铁路职工配发、穿戴的工作服。
1984年中国铁路改用西装式制服以来，历经84式、94式；98式；2002式，2006式、2010式。
铁道部办公厅于2010年下发《关于做好2010式铁路路服换装工作的通知》。换装范围是各单位在岗职工及运输生产一线工作岗位上的其他从业人员。路服制作费全部由企业承担，分四年均摊计入成本。 其中，甲类人员是在站、车的客货运服务、运转第一线人员；乙类人员是机车司机、站段的技术保障人员、生产保障人员；丙类人员是除甲、乙类人员之外的其他职工。
职务标志佩戴，规定如下：
- 大檐帽（卷檐帽）的帽墙为红色，镶金黄色线条。
- 车站人员：车站值班员、运转车长、客运值班员的帽墙、肩章上一道横杠；车间领导及三等以下车站站长为两到横杠；特、一、二等站站长为三道横杠。
- 列车客运人员：列车长的帽墙、肩章上一道横杠；车队领导、指导车长为两道横杠；段级领导为三道横杠。列车员无杠。
- 机车乘务人员：机车司机的帽墙、肩章上一道横杠；车间领导为两道横杠；段级领导为三道横杠。学习司机无杠。
- 车辆乘务人员：车辆乘务长的帽墙、肩章上一道横杠；车间领导为两道横杠；段级领导为三道横杠。车辆乘务员、发电车乘务员、机械保温车乘务员无杠。
- 行车公寓叫班人员的帽墙、肩章上一道横杠。